# Lepidostoma aztecum
Lepidostoma aztecum is een schietmot uit de familie Lepidostomatidae. De soort komt voor in het Neotropisch gebied en werd voor het eerst beschreven door Oliver S. Flint Jr. en Bueno-Soria in 1977.